# Zarząd Przemysłu Farb i Lakierów
Zarząd Przemysłu Farb i Lakierów – jednostka organizacyjna Ministerstwa Przemysłu Chemicznego istniejąca w latach 1951–1972, mająca na celu umożliwienia przemysłowi farb i lakierów właściwej koordynacji, kontroli i sprawnego funkcjonowania dla należytego wykonania postawionych przed nim zadań oraz dostosowania jego zakresu działania do potrzeb resortu Ministra Przemysłu Chemicznego.

## Powołanie Zarządu
Na podstawie uchwały Prezydium Rządu z 1951 r. w sprawie utworzenia Zarządu Przemysłu Farb i Lakierów ustanowiono Zarząd.

## Przedmiot działania Zarządu
Przedmiotem działania Zarządu było koordynowanie, nadzorowanie, kontrolowanie oraz ogólne kierownictwo działalności przedsiębiorstw państwowych lub będących pod przymusowym zarządem państwowym, a w szczególności:
- opracowywanie zbiorczych planów działalności podległych przedsiębiorstw i nadzór nad ich wykonaniem,
- opracowywanie procesów technologicznych i organizacja produkcji,
- dbanie o stały postęp techniczny i racjonalizację,
- ulepszanie i kontrola jakości produkcji,
- wzajemna koordynacja działalności przedsiębiorstw, zwłaszcza w zakresie produkcji, zaopatrzenia i zbytu,
- nadzór nad koordynacją gospodarki finansowej,
- regulowanie zagadnień pracy i płac,
- opracowywanie norm i instrukcji organizacyjnych,
- planowanie inwestycji i nadzór nad ich wykonawstwem,
- nadzór nad konserwacją i remontem maszyn, urządzeń, sprzętu i budowli,
- nadzór nad eksploatacją majątku przydzielonego przedsiębiorstwom.

## Zniesienie Zarządu
Na podstawie uchwały Rady Ministrów z 1972 r. w sprawie utraty mocy obowiązującej niektórych uchwał Rady Ministrów, Prezydium Rządu, Komitetu Ekonomicznego Rady Ministrów i Komitetu Ministrów do Spraw Kultury, ogłoszonych w Monitorze Polskim zlikwidowano Zarząd.